# Seán Cronin
Seán Cronin (Limerick, 6 maggio 1986) è un rugbista a 15 irlandese, tallonatore del Leinster.

## Biografia
Militante a livello di club nello Shannon, compì la trafila delle giovanili nel Munster per cui esordì in Celtic League nella stagione 2007-08.
Nell'estate del 2008 fu ingaggiato dalla provincia di Connacht e un anno più tardi esordì a Dublino nella Nazionale irlandese contro Figi come rimpiazzo, partendo per la prima volta titolare nel tour estivo 2010 a New Plymouth contro la Nuova Zelanda.
Nel 2011 si trasferì al Leinster e prese parte alla Coppa del Mondo in Nuova Zelanda; alla sua prima stagione nella nuova franchise vinse la Heineken Cup e l'anno successivo conquistò l'accoppiata Pro12-Challenge Cup; si è confermato campione celtico nella stagione di Pro12 2013-14.
Ancora, nel 2015 prese parte alla Coppa del Mondo in Inghilterra in cui l'Irlanda giunse fino ai quarti di finale.

## Palmarès
- Pro14: 6
Leinster: 2012-13, 2013-14, 2017-18, 2018-19, 2019-20, 2020-21
- Heineken Cup: 1
Leinster: 2011-12
- Champions Cup: 1
Leinster: 2017-18
- Challenge Cup: 1
Leinster: 2012-13